# Habenaria distantiflora
Habenaria distantiflora är en orkidéart som beskrevs av Achille Richard. Habenaria distantiflora ingår i släktet Habenaria och familjen orkidéer. Inga underarter finns listade i Catalogue of Life.